# Código ATC N04
O Código ATC N04 (Antiparkinsonianos) é um subgrupo terapêutico da classificação ATC (Anatomical Therapeutic Chemical Classification System), um sistema de códigos alfanuméricos desenvolvido pela Organização Mundial da Saúde (OMS) para classificar medicamentos e outros produtos médicos. O subgrupo N04 faz parte do grupo anatômico N (sistema nervoso).
Os códigos para uso veterinário (códigos ATCvet) podem ser criados colocando a letra Q antes do código ATC para uso humano: por exemplo, QN04. Os códigos ATCvet sem os códigos ATC humanos correspondentes são citados com a letra Q inicial nessa lista.

## N04A Agentesanticolinérgicos

### N04AA Aminas terciárias
N04AA01 Triexifenidil
N04AA02 Biperideno
N04AA03 Metixeno
N04AA04 Prociclidina
N04AA05 Profenamina
N04AA08 Dexetimida
N04AA09 Fenglutarimida
N04AA10 Mazaticol
N04AA11 Bornaprina
N04AA12 Tropatepina

### N04ABÉteresquimicamente próximos aosanti-histamínicos
N04AB01 Etanautina
N04AB02 Orfenadrina (cloreto)

### N04AC Éteres detropinaou derivados de tropina
N04AC01 Benzatropina
N04AC30 Etibenzatropina

## N04B Agentes dopaminérgicos

### N04BA Dopa e derivados de dopa
N04BA01 Levodopa
N04BA02 Levodopa e inibidor de descarboxilase
N04BA03 Levodopa, inibidor de descarboxilase e inibidor de COMT
N04BA04 Melevodopa
N04BA05 Melevodopa e inibidor de descarboxilase
N04BA06 Etilevodopa e inibidor de descarboxilase

### N04BB Derivados deadamantano
N04BB01 Amantidina

### N04BC Agonistas dadopamina
N04BC01 Bromocriptina
N04BC02 Pergolida
N04BC03 Mesilato de diidroergocristina
N04BC04 Ropinirol
N04BC05 Pramipexol
N04BC06 Cabergolina
N04BC07 Apomorfina
N04BC08 Piribedil
N04BC09 Rotigotina

### N04BDInibidores da monoamina oxidase B
N04BD01 Selegilina
N04BD02 Rasagilina
N04BD03 Safinamida

### N04BX Outros agentes dopaminérgicos
N04BX01 Tolcapona
N04BX02 Entacapone
N04BX03 Budipina
N04BX04 Opicapona